# دينرز كلوب إنترناشيونال
دينرز كلوب إنترناشيونال ، التي تأسست باسم دينرز كلوب ، هي شركة بطاقات شحن مملوكة لشركة ديسكفر للخدمات المالية. تشكلت في عام 1950 من قبل فرانك إكس ماكنمارا ورالف شنايدر وماتي سيمونز وألفريد بلومينغديل، وكانت أول شركة بطاقة دفع مستقلة في العالم، وأسست مفهوم شركة الاكتفاء الذاتي إنتاج بطاقات الائتمان للسفر والترفيه.  تخدم دينرز كلوب إنترناشيونال وامتيازاتها الأفراد من جميع أنحاء العالم من خلال عمليات في 59 دولة. 

## أصول

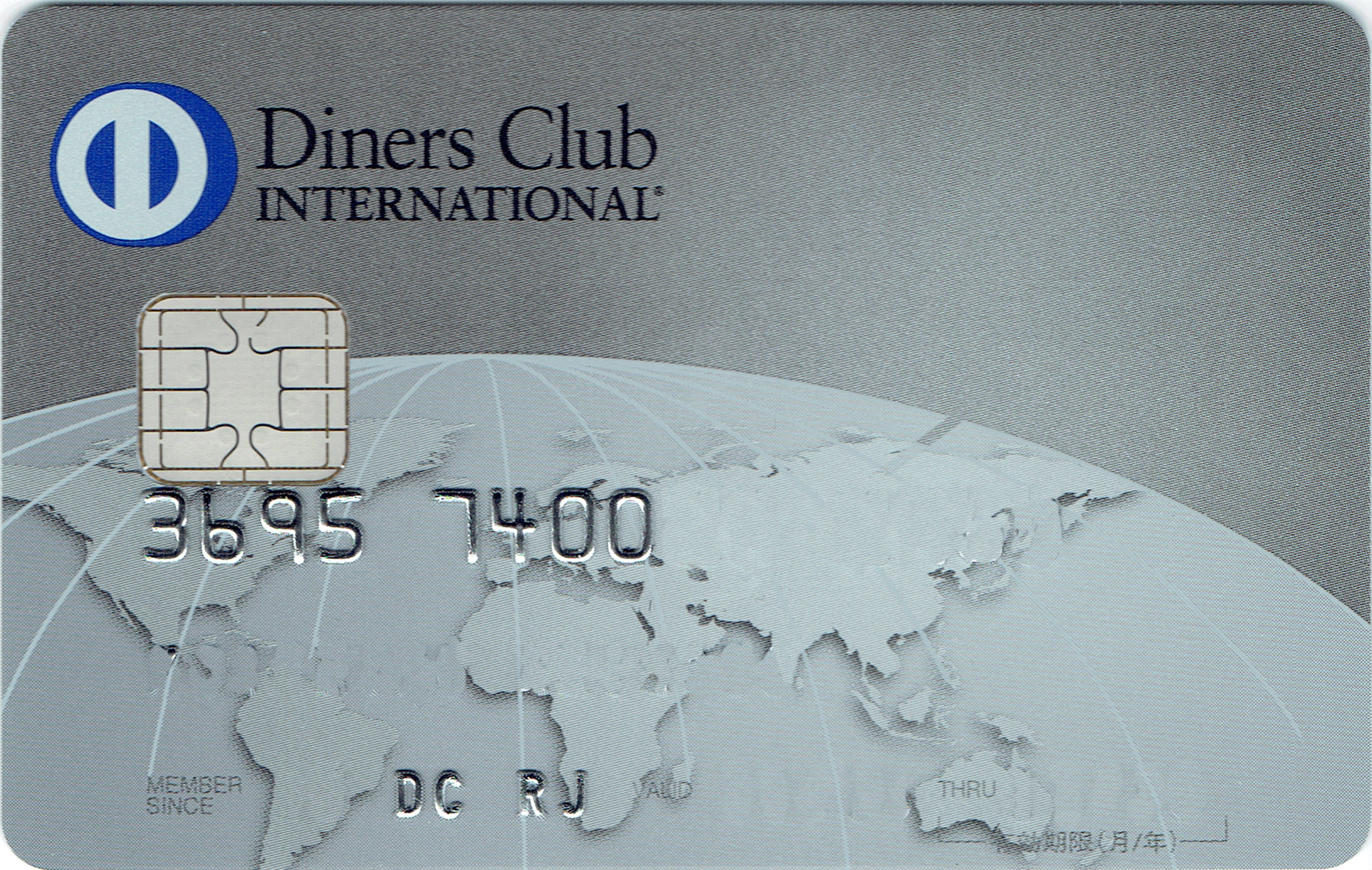
بطاقة داينرز كلوب تصدر في اليابان 2016

تم تصميم فكرة دينرز كلوب في مطعم ماجور كابين جريل في مدينة نيويورك في عام 1949. كان فرانك ماكنمارا أحد مؤسسي داينرز كلوب يتناول الطعام مع العملاء وأدرك أنه ترك محفظته في حلة أخرى. دفعت زوجته علامة التبويب، وفكر ماكنمارا في بطاقة شحن متعددة الأغراض كوسيلة لتفادي إحراج مماثل في المستقبل. ناقش الفكرة مع صاحب المطعم على الطاولة، وفي اليوم التالي مع محاميه رالف شنايدر وصديقه الفريد بلومينغديل.
عاد ماكنمارا إلى المطعم نفسه في فبراير التالي، في عام 1950، ودفع ثمن وجبة باستخدام بطاقة شحن من الورق المقوى وتوقيع. أصبحت القصة معروفة، التاريخ الرسمي لنادي داينرز كلوب بالإشارة إلى هذه الوجبة باسم «العشاء الأول» على الرغم من أن بعض الحسابات المتنازع عليها تشير، كما هو مذكور أدناه، إلى أنها كانت في الواقع مأدبة غداء. المؤرخون بدايات الائتمان المعاصر. تختلف الإصدارات المختلفة من القصة حول ما إذا كان غداء أو عشاء نسي فيه ماكنمارا محفظته، وعما إذا كان قد تم دفع الفاتورة على سبيل الإعارة أو انتظر ماكنمارا زوجته لتوجه محفظته إليه. بعض الفضل في وقت لاحق الفضل الفريد بلومينغديل مع فكرة لنادي داينرز.
أسس ماكنمارا ومحاميه، رالف شنايدر، دينرز كلوب إنترناشيونال في 8 فبراير 1950، برأسمال أولي قدره 1.5 مليون دولار. انضم الفريد بلومينجدال لفترة وجيزة، ثم بدأ مشروعًا منافسًا في كاليفورنيا قبل دمج داين أند ساين في كاليفورنيا مع دينرز كلوب . تم تسمية دينرز كلوب إنترناشيونال لكونها «نادي للداين» الذي سيتيح للمستفيدين تسوية فاتورته في نهاية كل شهر من خلال حسابهم الائتماني. عند تقديم البطاقة لأول مرة، أدرجت دينرز كلوب 27 مطعمًا مشاركًا، واستخدمها 200 من أصدقاء ومعارف المؤسسين.
كان داينرز كلوب يضم 20000 عضو بحلول نهاية عام 1950 و 42000 بحلول نهاية عام 1951. في ذلك الوقت، كانت الشركة تفرض رسومًا على المؤسسات المشاركة سبعة بالمائة وحصلت على حاملي البطاقات 5 دولارات سنويًا. في عام 1952، باع ماكنمارا اهتمامه في داينرز كلوب لشركائه مقابل 200,000 دولار.
تم تقديم أول بطاقة بلاستيكية دينرز كلوب في عام 1961 ؛  بحلول منتصف الستينيات، كان لدى دينرز كلوب 1.3 مليون حامل بطاقة.
استحوذت سيتي غروب على دينرز كلوب إنترناشيونال في عام 1981  وديسكفر للخدمات المالية في أبريل 2008.

## التاريخ
احتكار دينرز كلوب لم يدم طويلًا، حيث بدأت أمريكان إكسبريس وكارت بلانش (اللتان تشتركان لاحقًا مع دينرز كلوب) في التنافس مع دينرز كلوب في سوق بطاقات السفر والترفيه (T&E). تهيمن شركة أمريكان أكسبريس الآن على قطاع بطاقات الرسوم، حيث تزود ملايين العملاء ببطاقات تتطلب دفع الرصيد الشهري بالكامل.
في نهاية الستينيات، واجه دينرز كلوب أيضًا منافسة من البنوك التي أصدرت بطاقات ائتمان متجددة من خلال بنك امريكاكارد من بنك اف امريكا (تمت إعادة تسميتها لاحقًا باسم فيزا)، وانتربنك ماستر شارج (أعيدت تسميتها فيما بعد باسم ماستركارد). بدأت دينرز كلوب في وقت مبكر للسماح بامتيازات اسم دينرز كلوب ، أولاً في أوروبا ثم في جميع أنحاء العالم، لسنوات عديدة تتفوق على شبكات بنك امريكاكارد أو انتربنك ماستر شارج في الخارج. ابتداءً من عام 1968، أصدرت شركة النفط الأمريكية، المعروفة بشكل عام باسم اموكو، لفترة من الوقت، بطاقات دينرز كلوب ذات العلامات التجارية المشتركة الخاصة بها والتي يطلق عليها امريكان تورش كلوب (أعيدت تسميتها فيما بعد باسم اموكو تورش كلوب)، كما أصدرت شركة صن اويل نسختها تسمى بطاقة صن دينرز كلوب ابتداء من عام 1977.
في عام 1981، استحوذت سيتى بنك، وهي وحدة من سيتي جروب، على Diners Club International ، صاحب الامتياز الذي يملك حقوقًا في علامة Diners Club التجارية، والعديد من أكبر الامتيازات في جميع أنحاء العالم. غالبية الامتيازات في الخارج لا تزال مملوكة بشكل مستقل.
تغلق بطاقة الائتمان خدماتها في بلدان الشمال الأوروبي في 31 مايو 2019. 

## في الثقافة الشعبية
في عام 1963، تم إطلاق فيلم The Man from the Diners Club ،  وأنشأت شركة ايديال للالعاب لوحة تحمل اسم لعبة بطاقة دينرز كلوب. 
تتميز فرقة كلينت لياسونس الأسترالية ببطاقات وشعارات دينرز كلوب في العديد من مقاطع الفيديو الموسيقية ذات الطابع العتيق.

## روابط خارجية
- داينرز كلوب انترناشونال
- داينرز كلوب الولايات المتحدة الأمريكية
- داينرز كلوب كندا
- اكتشف برنامج مكافحة الاحتكار على موقع "Diners Club"، رويترز